# Santa Cruz Papalutla
Santa Cruz Papalutla là một đô thị thuộc bang Oaxaca, México. Năm 2005, dân số của đô thị này là 1910 người.